# Cristaria leucantha
Cristaria leucantha är en malvaväxtart som beskrevs av Ivan Murray Johnston. Cristaria leucantha ingår i släktet Cristaria och familjen malvaväxter. Inga underarter finns listade i Catalogue of Life.